# Брайен, Роберт Бернетт
Роберт Бернетт Брайен (англ. Robert Barnett Brien; 25 января 1827 — 9 июня 1873) — английский шахматист.
Редактор журнала Chess Player’s Chronicle после Говарда Стаунтона.

## Спортивные результаты
| Год  | Город     | Соревнование | + | − | = | Результат  | Место |
| ---- | --------- | --- | - | - | - | ---------- | ----- |
| 1857 | Манчестер | 1-й турнир Британской шахматной ассоциации Четвертьфинал против Эдварда Пиндера                                                                   | 0 | 1 | 0 | 0 из 1     |       |
| 1858 | Бирмингем | 2-й турнир Британской шахматной ассоциации 1/8 финала против Генри Берда Четвертьфинал против англ. Smith Полуфинал против Эрнста Карла Фалькбеер |   |   |   | из 2½ из 6 |       |